# أوغستو ليقيا
أوغستو ليقيا (بالإسبانية: Augusto Bernardino Leguía y Salcedo)‏ (و. 1863 – 1932 م) هو سياسي، وعالم اقتصاد من بيرو . تولى منصب رئيس بيرو (24 سبتمبر 1908–24 سبتمبر 1912)، ورئيس بيرو (4 يوليو 1919–25 أغسطس 1930) .
توفي في ليما .
| المناصب السياسية          | المناصب السياسية      | المناصب السياسية       |
| ------------------------- | --------------------- | ---------------------- |
| سبقه خوسيه باردو ذ باريدا | رئيس بيرو 1908 - 1912 | تبعه بيلينجورست أنجولو |
| سبقه خوسيه باردو ذ باريدا | رئيس بيرو 1919 - 1930 | تبعه مانويل ماريا بونس |

## روابط خارجية
- أوغستو ليقيا على موقع الموسوعة البريطانية (الإنجليزية)